# Цуино (Долина Аосте)
Цуино је насеље у Италији у округу Долина Аосте, региону Долина Аосте.
Према процени из 2011. у насељу је живело 5 становника. Насеље се налази на надморској висини од 986 м.